# Hegyi kuszkusz
A hegyi kuszkusz (Phalanger carmelitae) az emlősök (Mammalia) osztályának a Diprotodontia rendjébe, ezen belül a kuszkuszfélék (Phalangeridae) családjába tartozó faj.

## Elterjedése
Új-Guinea szigetének hegységeiben található meg. Indonézia és Pápua Új-Guinea területén honos.